# Liste der Monuments historiques in Puiselet-le-Marais
Die Liste der Monuments historiques in Puiselet-le-Marais führt die Monuments historiques in der französischen Gemeinde Puiselet-le-Marais auf.

## Liste der Bauwerke
| Bezeichnung      | Beschreibung | Standort | Kennzeichnung | Schutzstatus | Datum | Bild |
| ---------------- | ------------ | -------- | ------------- | ------------ | ----- | ---- |
| Kirche St-Martin |              | (Lage)   | PA00087988    | Classé       | 1912  |      |

## Liste der Objekte
- Monuments historiques (Objekte) in Puiselet-le-Marais der Base Palissy des französischen Kultusministeriums